# Beierse woelmuis
De Beierse woelmuis (Microtus bavaricus) is een zoogdier uit de familie Cricetidae. De wetenschappelijke naam van de soort werd  gepubliceerd door Claus König in 1962.

## Voorkomen
De soort komt voor ten noorden van de Alpen in Beieren en Tirol. Ze is tot nog toe slechts op twee plaatsen aangetroffen: nabij Garmisch-Partenkirchen in 1962 en in Rofan in de Brandenberger Alpen. In 2000, na genetisch en karyologisch onderzoek kon bevestigd worden dat de soort daar was aangetroffen. Tussendoor werd lange tijd aangenomen dat de soort uitgestorven was. Omwille van de geringe omvang van het areaal en de bedreiging ervan  - op de eerste vindplaats is inmiddels een ziekenhuis gebouwd en de vindplaats in Tirol ligt ook niet in een beschermd gebied - heeft de IUCN de soort aangeduid als ernstig bedreigd (critically endangered).